# 愛するデューク
愛するデューク（原題：Sir Duke）は、アメリカのシンガーソングライターであるスティーヴィー・ワンダーが1976年9月に発表したアルバム『キー・オブ・ライフ』に収録された楽曲である。
1977年にシングルとしてリリースされた。B面は「いつわり」（He's Misstra Know-It-All）。全米シングルチャートでは1位を、全英シングルチャートで2位を記録した。ワンダーはこの曲に、バンドリーダーであり、彼に影響を与えたデューク・エリントンについての歌詞をつけている 。

## 解説
この曲は、1974年に亡くなった伝説的ジャズマンであるデューク・エリントンへのトリビュート曲である。また、歌詞にはカウント・ベイシー、グレン・ミラー、ルイ・アームストロング、エラ・フィッツジェラルドといったジャズマン達が登場する。
ギターは後にグラミー賞を受賞するマイケル・センベロ。ホーン・セクション（トランペット、アルトサックス、テナーサックス）とドラムから始まるイントロと、派手な間奏部のユニゾン演奏が特徴的である。このうちアルトサックスを演奏しているハンク・レッドは、質屋に入れていた愛器を80ドルで出してアルバムのセッションに臨んだ。